# Lijst van voetbalinterlands Bosnië en Herzegovina - Italië (vrouwen)
Deze lijst van voetbalinterlands is een overzicht van alle officiële voetbalinterlands tussen de nationale vrouwenteams van Bosnië en Herzegovina en Italië. De landen hebben tot nu toe vier keer tegen elkaar gespeeld.

## Wedstrijden
| № | Plaats   | Datum             | Competitie           | Wedstrijd                      | Uitslag |
| - | -------- | ----------------- | -------------------- | ------------------------------ | ------- |
| 1 | Sarajevo | 17 september 2011 | EK 2013 kwalificatie | Bosnië en Herzegovina − Italië | 0 − 1   |
| 2 | Ferrara  | 31 maart 2012     | EK 2013 kwalificatie | Italië − Bosnië en Herzegovina | 4 − 0   |
| 3 | Palermo  | 8 oktober 2019    | EK 2022 kwalificatie | Italië − Bosnië en Herzegovina | 2 − 0   |
| 4 | Zenica   | 22 september 2020 | EK 2022 kwalificatie | Bosnië en Herzegovina − Italië | 0 − 5   |

## Samenvatting
| Competitie      | Totaal gespeeld | Winst Bosnië en Herzegovina | Gelijk | Winst Italië | Doelsaldo Bosnië en Herzegovina – Italië |
| --------------- | --------------- | --------------------------- | ------ | ------------ | ---------------------------------------- |
| EK-kwalificatie | 4               | 0                           | 0      | 4            | 0 − 12                                   |
| Totaal          | 4               | 0                           | 0      | 4            | 0 − 12                                   |